# スティーブン・チュー
スティーブン・チュー（Steven Chu、中国語:朱棣文（Zhū Dìwén）、1948年2月28日 - ）は、アメリカ合衆国の物理学者・政治家。バラク・オバマ政権1期目で12代目アメリカ合衆国エネルギー長官を務めた。

## 経歴

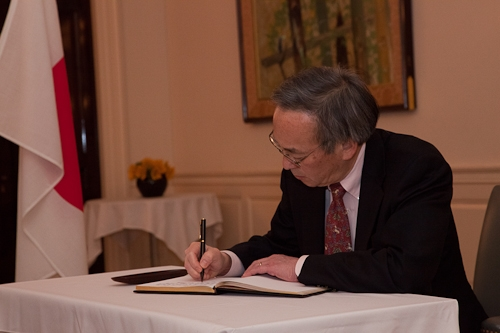
在アメリカ合衆国日本大使館にて東北地方太平洋沖地震の犠牲者に対して弔意を表し記帳した。(2011年3月25日)

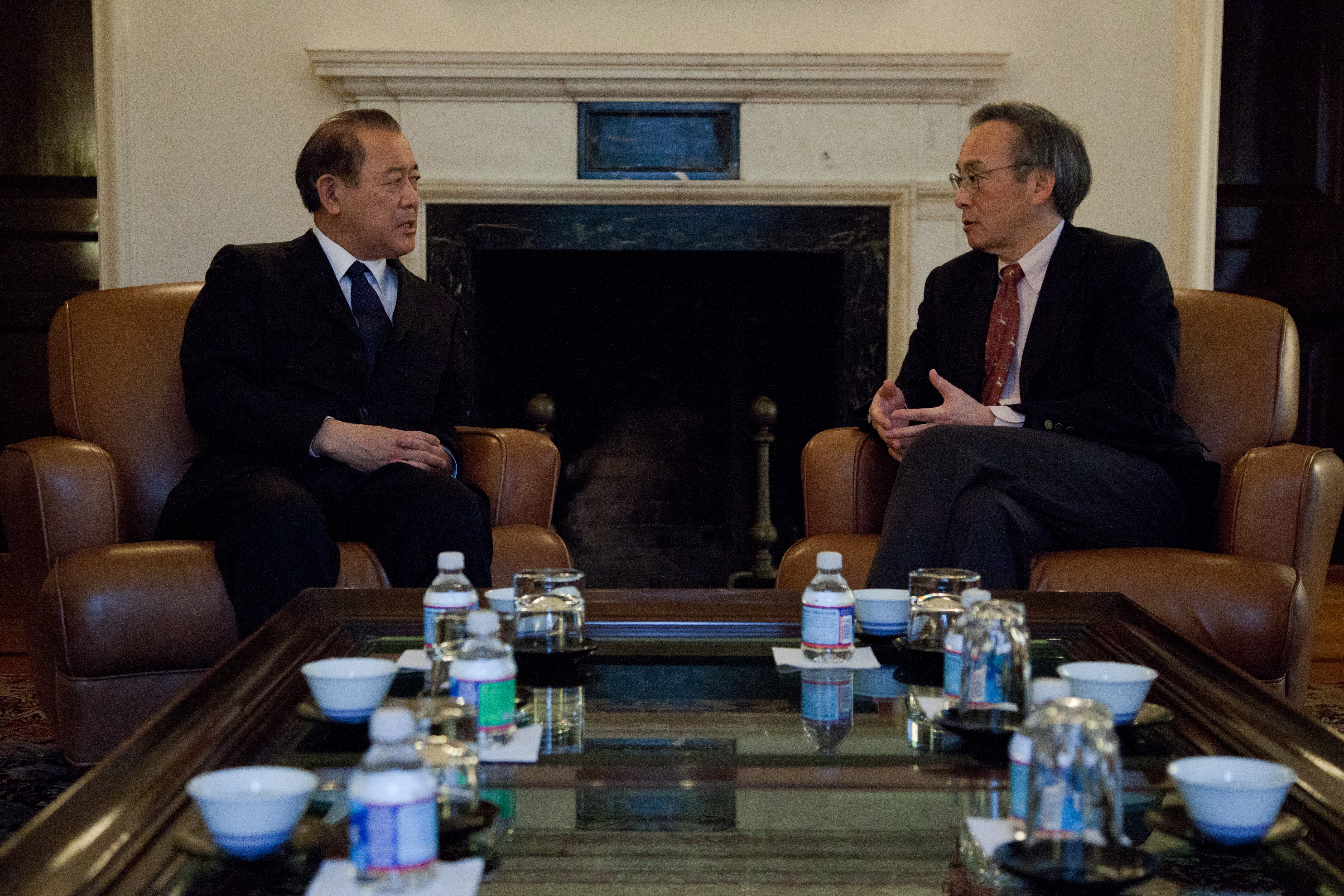
アメリカ合衆国駐箚日本大使藤崎一郎（左）と (2011年3月25日)

1948年2月28日にアメリカのミズーリ州セントルイスに誕生する。1970年にロチェスター大学より学士号を、1976年にカリフォルニア大学バークレー校より博士号を取得した。その後2年間カリフォルニア大学バークレー校にポスドクとして残り、ベル研究所に移籍してノーベル賞を獲得したレーザー冷却の研究を行った。彼は1987年にベル研究所を去ってスタンフォード大学の教授となった。彼は1990年から1993年と1999年から2001年に渡って、物理学部の学部長を務めた。そして2004年にローレンス・バークレー国立研究所の所長となった。チューは物理学・化学・生物学・工学と専門の異なる研究者を同じ研究所で働かせることを目的としたスタンフォード大学のBio-Xプログラムに、他の3人の教授とともに参加した。
現在は単分子レベルでの生物システムの研究を行っている。またカリフォルニア大学バークレー校の物理学及び分子細胞生物学の教授及びローレンス・バークレー国立研究所のディレクターを務めている。地球温暖化に関しても、気候の変化を逆行させる技術を開発しようと工業界や科学者に訴えかけている。チューの運動の中心となるものはカリフォルニア大学バークレー校、石油業界大手のBP、ローレンス・バークレー国立研究所、イリノイ大学の前例の無い研究協定である。BPは5億ドルを拠出してバイオ燃料の協会を設立した。4億ドル近くはエネルギー関連の分子の研究を拡張するのに使われ、世界中の研究者をローレンス・バークレー国立研究所に招いて行われる。1億6000万ドルは3年以内にバイオ燃料の協会を作るのに使われ、チューが進める太陽エネルギーの研究にも使われる。ローレンス・バークレー国立研究所とカリフォルニア大学バークレー校は世界の代替燃料の研究の中心となっている。
2009年1月20日にバラク・オバマ政権発足に伴い12代目アメリカ合衆国エネルギー長官に就任し、バラク・オバマ政権1期目の4年間を務めて2013年4月22日に退任した。

## 研究
スティーブン・チューの初期の研究は原子物理学に関するものでレーザー冷却と原子の捕捉の実験を行った。スタンフォード大学では研究の領域を高分子物理学・生物物理学にまで拡大した。現在は生体分子に関する研究と、単分子レベルでの生物システムの研究を行っている。彼の教え子は世界中の大学で教授として活躍している。

## 受賞
スティーブン・チューはレーザー冷却により原子を捕捉する技術の研究により、クロード・コーエン＝タヌージ、ウィリアム・ダニエル・フィリップスとともに1997年度のノーベル物理学賞を受賞した。その他に1990年にリヒトマイヤー記念賞、1993年にキング・ファイサル国際賞科学部門、1994年にはアーサー・L・ショーロー賞、1995年にはフンボルト賞を受賞している。
彼は全米科学アカデミー・アメリカ芸術科学アカデミー・中国科学院・中央研究院の会員であり、韓国科学技術アカデミー・王立協会の外国人会員である。1996年にグッゲンハイム・フェローとなった。

## 私生活
科学以外にも野球・水泳・サイクリングなど彼には様々な趣味がある。妻はオックスフォード大学の物理学者であったジーン・チューであるが、ジーンはかつてスタンフォード大学物理学者のアレクサンダー・フェッターと結婚していた。ジーンとはノーベル賞を受賞した直後に結婚した。
2歳年下の弟であるモルガン・チュー（朱慶文）は弁護士で、かつてIrell & Manella社の共同経営者であった。
スタンフォード大学教授（物理学・分子細胞生理学）である。